# 夜明けの祈り
『夜明けの祈り』(よあけのいのり、Les Innocentes)は、2016年に製作されたフランス・ポーランド合作のドラマ映画。監督はアンヌ・フォンテーヌ。音楽はグレゴワール・エッツェルが担当。第2次世界大戦直後のポーランドでの実話に基づいたドラマ映画である。2016年、「サンダンス映画祭」公式上映作品。2017年、「セザール賞」主要4部門ノミネート。「フランス映画祭2017」上映作品。ヴァチカンでも上映された。

## 概要
女医マチルドのモデルは、実在のフランス人女性医師マドレーヌ・ポーリアック。ポーリアック医師の遺した日記から第2次世界大戦直後にポーランドの修道院で起こった悲劇的な事件を知ったプロデューサーのエリックとニコラ・アルトメイヤーが、映画監督であるアンヌ・フォンティーヌに映画制作を持ちかけた。フォンティーヌ監督はポーランドの歴史学者と共に現地に行き調査をする。そして、実際に3つの修道院で事件が起こったという確証を得る。カトリックの家庭に生まれたフォンティーヌ監督には修道女の叔母が2人いる。修道女たちの心の動きを理解するために映画と同様のベネディクト会系修道院で「修練者」として生活を体験した。「現在も世界中で戦争やテロによって一般市民が犠牲となっている。最も重要なことは強い連帯。絶望的な状況にあっても希望を見つけるということが大事。」とフォンティーヌ監督は語る。

## あらすじ
1945年12月、ポーランド。1人の修道女が修道院を抜け出し、町の孤児たちに案内を頼み赤十字の施設へと辿り着く。そして、フランス人女性医師のマチルド・ボリューに目を止める。修道女は診察を頼むが、マチルドはフランス人以外は助けられない規則であるという理由から他の施設へ行くように告げる。数時間後、マチルドが窓の外を見ると、雪の降り積もる中で祈っている修道女の姿を見る。その姿に心を動かされてマチルドは修道女とともに軍用ジープで遠く離れた修道院へ行く。そして、苦しんでいる妊婦を診察し帝王切開で出産させる。翌日、傷口の状態を診るために診察に行き、マチルドは他の7名の修道女も妊娠していることを知る。そして修道院長から、ソ連兵の蛮行を聞くことになる。マチルドは専門家の診察を提案するが、「修道院が閉鎖され、恥をさらすことになる」と外部の人間を立ち入らせることを拒否される。
マチルドは尊い命を救うという使命感に動かされ、赤十字の激務の中で、危険に直面しながらも自分1人でこの事態に対処しようと修道院に通い続ける。修道院に敵兵を捜索するソ連軍の小隊が乗り込んでくるが、マチルドのとっさの機転で追い払う。マチルドは孤立した修道女たちの信頼を得、唯一の希望となっていく。過酷な現実と神への信仰の狭間で悩み苦しむ修道女たちの姿を見て、無神論者のマチルドは「信仰とは」と問う。シスター・マリアはその問いに「信仰は24時間の疑問と１分の希望。」と答える。
赤十字の上官から任務終了によるポーランドからの撤退を通告され、マチルドは同僚のユダヤ人医師のサミュエルに協力を請う。フランスへの帰国直前、マチルドはシスター・マリアに1つの提案をする。その提案は誕生した赤ん坊と修道女、そして、町の孤児たちに希望を与えるものであった。

## キャスト
- マチルド：ルー・ドゥ・ラージュ
- シスター・マリア：アガタ・ブゼク
- マザー・オレスカ：アガタ・クレシャ（ポーランド語版）
- サミュエル：ヴァンサン・マケーニュ
- シスター・イレーナ：ヨアンナ・クーリグ